# همه‌پخشی
در شبکه رایانه ای، مخابرات و نظریه اطلاعات، همه‌پخشی  یا پخش‌همگانی (به انگلیسی: Broadcasting) روشی برای انتقال پیام به تمام گیرندگان به‌طور همزمان است.
پخش کردن می تواند به عنوان یک عملیات در لایۀ بالای شبکه مثلا در یک برنامه انجام شود، به عنوان مثال، پخش کردن در رابط ارسال پیام؛ یا ممکن است یک عملیات در لایۀ پایین شبکه باشد، به عنوان مثال پخش کردن در اترنت.
ارتباط همه به همه یک روش ارتباطی رایانه‌ای است که در آن هر فرستنده پیام ها را به همه گیرندگان یک گروه منتقل می کند. در شبکه، این ارتباط را می توان با استفاده از پخش کردن یا چندپخشی انجام داد. این روش، متفاوت با روش نقطه به نقطه است که در آن هر فرستنده تنها با یک گیرنده ارتباط برقرار می کند.

## روش‌های آدرس‌دهی
چهار روش اصلی آدرس دهی در پروتکل اینترنت وجود دارد:
- تک‌پخشی (به انگلیسی: Unicast) با استفاده از ارتباط یک به یک بین فرستنده و مقصد، پیامی را به یک گره خاص تحویل می دهد: هر آدرس مقصد به طور منحصر به فرد یک نقطه پایانی گیرنده را شناسایی می کند.
- همه‌پخشی (به انگلیسی: Broadcasting) با استفاده از ارتباط یک به همه، پیامی را به تمام گره‌های شبکه ارائه می‌کند. یک دیتاگرام (یا بسته) از یک فرستنده به تمام نقاط انتهایی احتمالاً چندگانه مرتبط با آدرس پخش هدایت می شود. شبکه به طور خودکار دیتاگرام ها را در صورت نیاز بازپخش می کند تا به تمام گیرندگان در محدوده پخش دسترسی پیدا کند، که عموماً یک زیرشبکه کامل شبکه است.
- چندپخشی (به انگلیسی: Multicast) پیامی را به گروهی از گره ها که علاقه مندی خود را برای دریافت پیام ابراز کرده اند، ارائه می دهد. دیتاگرام ها به طور همزمان در یک انتقال به بسیاری از گیرندگان هدایت می شوند. چندپخشی با پخش متفاوت است زیرا آدرس مقصد زیرمجموعه ای از گره های قابل دسترسی را مشخص می کند، نه لزوماً همه.
- هرپخشی (به انگلیسی: Anycast) یک پیام را به هر یک از گروه های گره ارائه می دهد، الگوریتم مسیریابی، گیرنده واحدی را از هر گروه انتخاب می‌کند که بر اساس فاصله یا اندازه‌گیری هزینه، نزدیک‌ترین گیرنده است.
- زمین‌پخشی (به انگلیسی: Geocast) فرستادن پیام به گروهی از گیرندکان با مشخصات جغرافیایی ویژه می‌باشد.

## بررسی اجمالی
در شبکه های رایانه ای، پخش کردن به معنای انتقال یک بسته به نحوی است که توسط همه دستگاه های موجود در شبکه دریافت شود. در عمل، پخش کردن به یک دامنه پخش محدود می شود.
پخش کردن عمومی ترین روش ارتباطی است، و همچنین فشرده ترین است، به این معنا که ممکن است پیام های زیادی تقاضا شود و بسیاری از دستگاه های شبکه درگیر شوند.این روش برخلاف آدرس دهی تک پخشی است که در آن میزبان دیتاگرام ها را تنها به یک میزبان دیگر می فرستد که با یک آدرس منحصر به فرد شناسایی می شود.
پخش کردن ممکن است به یکی از دو شکل توسط هر فرستنده انجام شود. در "همه پراکندگی" پیام ها برای هر گیرنده مجزا هستند، در "همه پخش ای" پیام ها یکسان هستند.
روش ارسال پیام MPI که استاندارد واقعی در خوشه‌های کامپیوتری بزرگ است، شامل روش MPI_Alltoall است.
همه فن آوری های شبکه از آدرس دهی پخش پشتیبانی نمی کنند. برای مثال، X.25 و رله فریم قابلیت پخش ندارند. پروتکل اینترنت نسخه 4 (IPv4)، که پروتکل اصلی شبکه ای است که امروزه در اینترنت و همه شبکه های متصل به آن استفاده می شود، از پخش پشتیبانی می کند، اما "دامنه پخش"، زیرشبکۀ (subnet) میزبانِ (host) پخش است که معمولاً کوچک است؛ هیچ راهی برای پخش کردن در سراسر شبکه اینترنت وجود ندارد. پخش کردن عمدتاً به فناوری‌های شبکه محلی (LAN) محدود می‌شود، به ویژه اترنت و حلقه توکن، که در آن تأثیر عملکرد پخش کردن به اندازه یک شبکۀ گسترده زیاد نیست.
جانشین IPv6 ، IPv4 پخش کردن را روی خود اجرا نمی‌کند تا از ایجاد اختلال بر روی تمامی گره‌های شبکه در زمانی که فقط تعداد کمی ممکن است به یک سرویس خاص علاقه‌مند باشند، جلوگیری کند. در عوض IPv6 به آدرس دهی چندپخشی متکی است - یک روش مسیریابی شبیه مفهوم یک به چند. چندپخشی مجموعه گیرنده‌ها را محدود به گیرنده‌هایی می‌کند که به یک گروه گیرنده چندپخشی خاص می‌پیوندند.
هر دوی اترنت و IPv4 از یک "آدرس پخش همه_یک" برای نشان دادن بسته پخش استفاده می کنند. توکن رینگ از یک مقدار ویژه در قسمت کنترلِ IEEE 802.2 استفاده می کند.
پخش کردن ممکن است برای انجام یک نوع حمله بندآوری خدمات (DoS) به نام حمله اسمورف (Smurf) مورد سوء استفاده قرار بگیرد. در این نوع حملات به طور خلاصه مهاجم درخواست های پینگ جعلی را با آدرس Ip منبع(source Ip address) رایانه قربانی به وسیله پخش ارسال می کند. رایانه قربانی به وسیله پاسخ های رایانه های موجود در دامنه پخش، مختل میشود.